# Islam in de Kaukasus

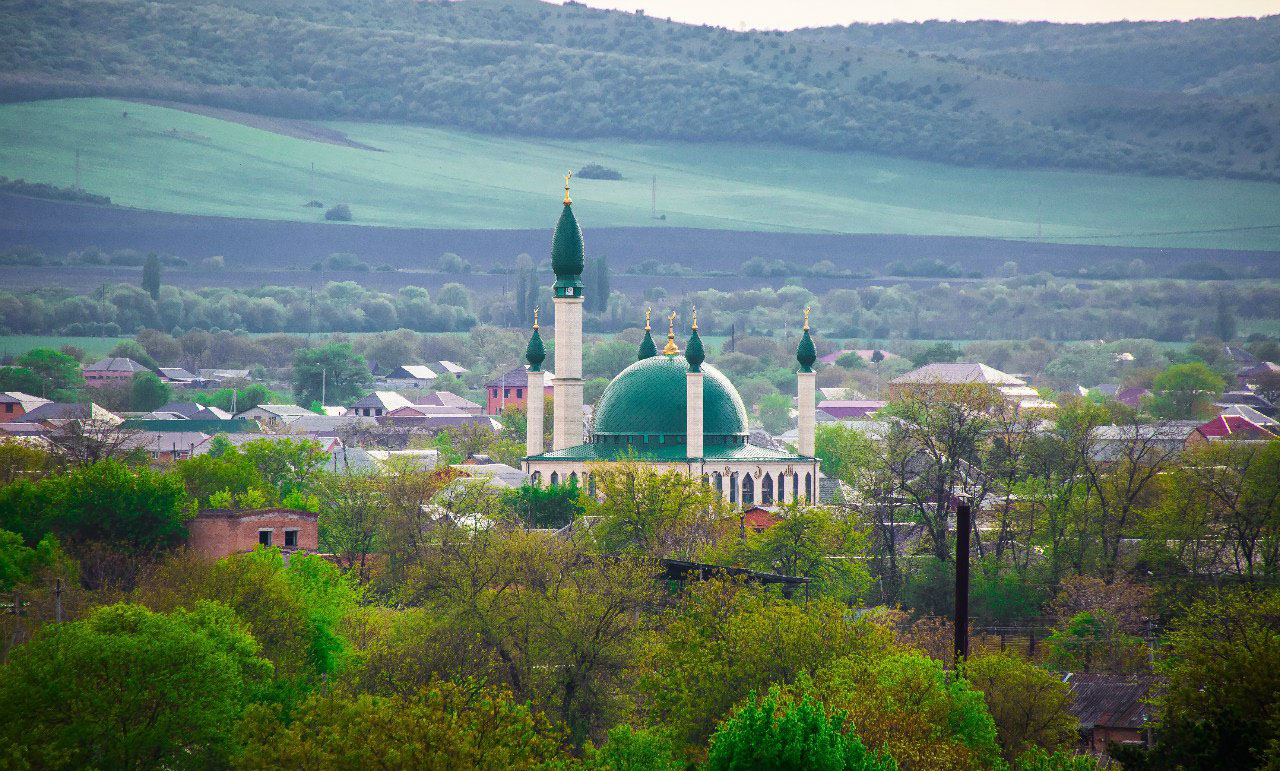
Een moskee in Ingoesjetië.

De islam in de Kaukasus wordt voornamelijk aangehangen door moslims in Dagestan, Tsjetsjenië, Ingoesjetië, Kabardië-Balkarië en Karatsjaj-Tsjerkessië. Al deze gebieden zijn autonome deelrepublieken van Rusland.
De meeste moslims in de Kaukasus zijn soennieten die de hanafitische rechtschool volgen. Er bestaat ook een aanzienlijke minderheid soefi's die diverse tariqas volgen zoals de Naqshbandiyya, Shadhiliya en de Qadiriyya.
Eind jaren tachtig en begin jaren negentig beleefde de Noordelijke Kaukasus een islamitische heropleving na decennialang communistische overheersing van de Sovjet-Unie. 